# Seven Arts Productions
 (novembre 2019).
Si vous disposez d'ouvrages ou d'articles de référence ou si vous connaissez des sites web de qualité traitant du thème abordé ici, merci de compléter l'article en donnant les références utiles à sa vérifiabilité et en les liant à la section « Notes et références ».
Seven Arts Productions, fondée en 1957 par Ray Stark et Eliot Hyman, est une société de production de télévision puis de cinéma américaine. La compagnie produit nombre de films pour d'autres studios, dont Les Désaxés (United Artists), Lolita (Metro-Goldwyn-Mayer) ou Paris brûle-t-il ? (Paramount Pictures). Plus tard, la société étendit son implication dans le cinéma en devenant investisseur, via son partenariat avec la Hammer Film Productions.
En 1966, la société prend le contrôle de la Warner Bros. Pictures pour 95 millions de dollars, devenant ainsi la Warner Bros.-Seven Arts.
Cette alliance est de courte durée, la Kinney National Company la rachetant en 1969.